# شمس‌الدین جلالی
میرزا شمس‌الدین خان فطن‌الملک (۱۲۵۵خ - ۱۳۳۶خ تهران) که نام خانوادگی جلالی برگزید، دولتمرد دوران قاجار و پهلوی و سناتور بود. او نخستین رئیس دیوان محاسبات ایران است که با رأی مجلس به این سمت برگزیده شد.
پدرش میرزا علی خان مستوفی آشتیانی نام داشت. در تهران تحصیل کرد و وارد خدمت نظمیه (شهربانی) و سپس وزارت جنگ شد. مدتی نیز امور مربوط به ارباب جمشید سرمایه‌دار زرتشتی را اداره می کرد. در جریان جنبش مشروطه‌خواهی به این جنبش پیوست. در جنگ جهانی اول و با اشغال ایران، به آزادیخواهانی پیوست که با تشکیل دولتی در کرمانشاه با نیروهای روسیه و انگلیس مبارزه می کردند. پس از پایان جنگ جهانی اول و بازگشت به تهران به خدمت وزارت مالیه درآمد و مدارج ترقی را طی کرد  تا اینکه در هشتم دی ۱۳۰۵ حسن اسفندیاری وزیر مالیه او را به عنوان معاون خود به مجلس شورای ملی معرفی کرد. 
شمس‌الدین جلالی یک سال بعد حاکم اصفهان و در سال ۱۳۱۰ والی فارس شد.  در هشتم بهمن ۱۳۱۲ مجلس شورای ملی او را به ریاست دیوان محاسبات برگزید و در چهارم بهمن ۱۳۱۵ این انتخاب را تمدید کرد. او تا نهم بهمن ۱۳۱۸ رئیس دیوان محاسبات ماند و همزمان نایب رئیس شورای عالی بانک ملی نیز بود. یک دوره هم نماینده مجلس سنا شد. 
دکتر فتح‌الله جلالی که در کابینه دکتر اقبال وزیر کشور شد، پسر شمس‌الدین جلالی بود. نوه‌اش بیژن جلالی شاعر معاصر است. 